# بيتر أو. شتاينر
بيتر أو. شتاينر (بالإنجليزية: Peter O. Steiner)‏ هو اقتصادي أمريكي، ولد في 9 يوليو 1922 في نيويورك في الولايات المتحدة، وتوفي في 26 يونيو 2010 في آن آربر في الولايات المتحدة.